# Hackelia skutchii
Hackelia skutchii är en strävbladig växtart som beskrevs av Ivan Murray Johnston. Hackelia skutchii ingår i släktet Hackelia och familjen strävbladiga växter. Inga underarter finns listade i Catalogue of Life.